# فانيسا جيمس
فانيسا جيمس (بالفرنسية: Vanessa James)‏ هي متزلجة فنية بريطانية وفرنسية، ولدت في 27 سبتمبر 1987 في سكاربورو، تورنتو في كندا.

## وصلات خارجية
- فانيسا جيمس على موقع الاتحاد الدولي للتزلج (الإنجليزية)
- فانيسا جيمس على موقع الاتحاد الدولي للتزلج (الإنجليزية)
- فانيسا جيمس على موقع الاتحاد الدولي للتزلج (الإنجليزية)
- فانيسا جيمس على موقع الاتحاد الدولي للتزلج (الإنجليزية)
- فانيسا جيمس على موقع اللجنة الأولمبية الدولية (الإنجليزية)
- فانيسا جيمس على موقع أوليمبيديا (الإنجليزية)
- فانيسا جيمس على موقع اللجنة الأولمبية الفرنسية (مؤرشف) (الفرنسية)
- فانيسا جيمس على موقع اللجنة الأولمبية الكندية (الإنجليزية)